# Unterseeboot 712
L'Unterseeboot 712 ou U-712 est un sous-marin allemand (U-Boot) de type VIIC utilisé par la Kriegsmarine pendant la Seconde Guerre mondiale.
Le sous-marin fut commandé le 7 décembre 1940 à Hambourg (H. C. Stülcken Sohn), sa quille fut posée le 4 septembre 1941, il fut lancé le 10 août 1942 et mis en service le 5 novembre 1942 de l'Oberleutnant zur See Walter Ernst Koch.
L'U-712 n'effectua aucune patrouille, par conséquent il n'endommagea ou ne coula aucun navire.
Il fut capturé par les Alliés en mai 1945 et démoli en 1949/1950.

## Conception
Unterseeboot type VII, l'U-712 avait un déplacement de 769 tonnes en surface et 871 tonnes en plongée. Il avait une longueur totale de 67,10 m, un maître-bau de 6,20 m, une hauteur de 9,60 m et un tirant d'eau de 4,74 m. Le sous-marin était propulsé par deux hélices de 1,23 m, deux moteurs diesel Germaniawerft M6V 40/46 de 6 cylindres en ligne de 1 400 cv à 470 tr/min, produisant un total de 2 060 à 2 350 kW en surface et de deux moteurs électriques Garbe, Lahmeyer & Co. RP 137/c de 375 cv à 295 tr/min, produisant un total 550 kW, en plongée. Le sous-marin avait une vitesse en surface de 17,7 nœuds (32,8 km/h) et une vitesse de 7,6 nœuds (14,1 km/h) en plongée. Immergé, il avait un rayon d'action de 80 milles marins (150 km) à 4 nœuds (7,4 km/h; 4,6 milles par heure) et pouvait atteindre une profondeur de 230 m. En surface son rayon d'action était de 8 500 milles nautiques (soit 15 700 km) à 10 nœuds (19 km/h).
L'U-712 était équipé de cinq tubes lance-torpilles de 53,3 cm (quatre montés à l'avant et un à l'arrière) qui contenait quatorze torpilles. Il était équipé d'un canon de 8,8 cm SK C/35 (220 coups) et d'un canon antiaérien de 20 mm Flak. Il pouvait transporter 26 mines TMA ou 39 mines TMB. Son équipage comprenait 4 officiers et 40 à 56 sous-mariniers.

## Historique
Il reçut sa formation de base au sein de la 8. Unterseebootsflottille jusqu'au 31 octobre 1943, puis il intégra sa formation de combat dans la 3. Unterseebootsflottille. À partir du 1er janvier 1944, il fut affecté comme navire école et opéra dans la 21. Unterseebootsflottille, puis dans la 31. Unterseebootsflottille.
Le 23 octobre 1943, l'U-712 quitte Kiel pour se rendre à Bergen. Le 4 novembre 1943 le sous-marin quitte Bergen ; il est probablement rendu inapte au service en mer après avoir été endommagé à la coque. Il retourne à Kiel six jours plus tard.
Le 9 mai 1945 (ou le 5 mai 1945 selon une autre source), il se rend aux Alliés à Kristiansand-Süd.
Le 31 mai 1945 (ou le 29 mai 1945 selon une autre source), l'U-712 part pour le Loch Ryan comme prise de guerre et sert à de bâtiment d'essais à la Royal Navy à partir d'août 1945.
Le 31 décembre 1945, il est 'affecté' à Lisahally (Foyle Port).
En 1950 (ou juin 1949 selon une autre source), il est démoli chez Messrs. T.W. Ward Ltd, Hayle.

## Affectations
- 8. Unterseebootsflottille du 5 novembre 1942 au 31 octobre 1943 (Période de formation).
- 3. Unterseebootsflottille du 1er novembre 1943 au 31 décembre 1943 (Unité combattante).
- 21. Unterseebootsflottille du 1er janvier 1944 au 28 février 1945 (Navire-école).
- 31. Unterseebootsflottille du 1er mars 1945 au 8 mai 1945 (Période de formation).

## Commandement
- Oberleutnant zur See Walter Pietschmann du 5 novembre 1942 au 14 décembre 1943.
- Oberleutnant zur See Walter-Ernst Koch du 14 décembre 1943 au 2 juillet 1944.
- Oberleutnant zur See Freiherr Eberhard von Ketelhodt du 3 juillet 1944 au 9 mai 1945.